# هامبستيد (نيوهامشير)
هامبستيد (بالإنجليزية: Hampstead, New Hampshire)‏ هي بلدة أمريكية تقع في الولايات المتحدة في Rockingham County. يقدر عدد سكانها بـ 8,523 نسمة ومساحتها 36.3 كم2 وترتفع عن سطح البحر 96 متر.